# Theridion martini
Theridion martini là một loài nhện trong họ Theridiidae.
Loài này thuộc chi Theridion. Theridion martini được Herbert Walter Levi miêu tả năm 1959.